# Валерий Брюсов
Валерий Яковлевич Брюсов (на руски: Валерий Яковлевич Брюсов) е руски поет и критик. Той е основоположник и активен пропагандатор на руския символизъм.

## Биография
Валерий Брюсов е роден на 13 декември (1 декември стар стил) в Москва в семейството на заможни търговци на корк. В ранните си години е повлиян от Едгар Алън По, Шарл Бодлер и Жорис-Карл Юисманс. Докато учи в Московския университет в началото на 90-те години, започва да публикува собствени стихове, както и преводи на Пол Верлен, Морис Метерлинк, Стефан Маларме и Едгар Алън По.
Брюсов публикува под многобройни псевдоними, а през 1894-1895 издава тритомната антология „Русские символисты“, съставена главно от негови стихове. Стихосбирката „Tertia Vigilia“ (1900) го превръща в безспорен авторитет сред руските символисти, а влиянието му се утвърждава, след като през 1904 започва да издава литературното списание „Весы“.
Валерий Брюсов е автор и на три научнофантастични разказа.